# Aristêneto (vigário)

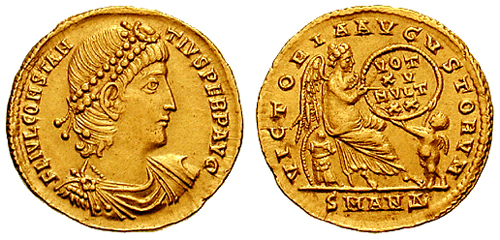
Soldo de r.

Aristêneto (em latim: Aristaenetus; em grego:  Ἀρισταίνητος; m. 24 de agosto de 358) foi um oficial romano do século IV, ativo durante o reinado do imperador Constâncio II (r. 337–361). Nativo de Niceia, na Bitínia, era um provável pagão e estudou em Atenas, na Grécia. Em data desconhecida, segundo uma das epístolas de Libânio na qual alega ser amigo dele, Aristêneto esteve na Nicomédia. Em 354, segundo outra epístola, Libânio persuadiu-o a retornar para Antioquia e por 355, quando a mulher de nome desconhecido de Aristêneto faleceu, Libânio escreveu-lhe.
Em 357, o prefeito pretoriano da Ilíria Anatólio ofereceu a Aristêneto e Domício um posto, provavelmente de assessor, embora o primeiro recusou-se. Em 358, por sua vez, Constâncio II ofereceu-lhe a posição de vigário da Bitínia (em latim: Vicarius Pietatis). Ele permaneceu em ofício até 24 de agosto daquele ano, quando faleceu durante o terremoto que abalou Nicomédia. Segundo Libânio, Aristêneto era amigo do prefeito pretoriano do Oriente Hermógenes (358–360).